# Anita Louise Combe
Anita Louise Combe (Adelaide, ottobre ...) è un'attrice, cantante e ballerina australiana, attiva in campo teatrale a Londra, Canada e in Australia.
Ha recitato in numerosi musical, tra cui Cats (Australia, 1985), Les Misérables (Australia, 1987), Sunset Boulevard (Londra, 1994; Toronto, 1995; Vancouver, 1996; candidata al Dora Mavor Moore Awarde al Jessie Richardson Award alla miglior attrice non protagonista in un musical), A Chorus Line (Londra, 1996), La febbre del sabato sera (Londra, 1998), Chicago (Londra, 2000), Hello Again (Londra, 2001), Gypsy (Chichester, 2014; Londra, 2015), Cats (2016) e Ragtime (2016).